# Лакайль 9352
Лакайль 9352 (лат. Lacaille 9352) — зоря в сузір'ї Південна Риба на відстані близько 10 світлових років від Сонця.

## Історія вивчення
Зорю відкрив видатний французький астрономм Ніколя-Луї де Лакайль в XVIII столітті. Дані про неї він опублікував в каталозі 9766 зір, над яким працював з 1750 по 1754 рік. Усім об'єктам цього каталогу присвоєно ім'я астронома з порядковим номером. Лакайль 9352 розташована в південній півкулі й невидима неозброєним оком.

## Характеристика
Зоря належить до класу червоних карликів головної послідовності, але іноді її характеризують як помаранчевого карлика. Дані про зірку неточні, оскільки проводилось мало досліджень. Лакайль 9352, імовірно, має 47 % маси, 47—57 % діаметра і 1,1 % світності Сонця. Блиск зорі періодично змінюється, тому часто її класифікують як змінну зорю. Їй також присвоєно ім'я NSV 14420. Спостереження за Лакайль 9352 за допомогою орбітального телескопа Габбл не виявило присутності великих планетарних і субзоряних об'єктів в цій системі.

## Найближче оточення зорі
Перелічені зоряні системи знаходяться на відстані в межах 10 світлових років від Лакайль 9352:
| Зоря           | Спектральний клас | Відстань, св. років |
| EZ Водолія ABC | M5-5,5 Ve/M/M     | 4,1                 |
| ε Індіанця ABC | K3-5 Ve/T1 V/T6 V | 4,7                 |
| Лакайль 8760   | K7-M2 Ve          | 4,9                 |
| Росс 780       | M3,5 V            | 6,7                 |
| Лейтен 726-8   | M5,6 Ve           | 6,7                 |
| YZ Кита        | M4,5 Ve           | 6,8                 |
| Глізе 832      | M1,5 V            | 7,3                 |
| τ Кита         | G8 Vp             | 7,9                 |
| G 158-27       | M5,5 V            | 8,5                 |
| L 722-22 AB    | M4 V /M4 V        | 9,4                 |
| Росс 154       | M3,5-6 Ve         | 9,6                 |
| LHS 1565       | M5,5 V            | 9,8                 |